# Bertil Arvidson
Lars Bertil Theodor Arvidson (* 7. Mai 1921 in Stockholm; † Februar 2004) war ein schwedischer Diplomat, der unter anderem zwischen 1978 und 1982 Botschafter in der Sozialistischen Föderativen Republik Jugoslawien (SFRJ) sowie zuletzt von 1982 bis 1987 im Range eines Botschafters Ständiger Vertreter beim Europarat in Straßburg war.

## Leben
Lars Bertil Theodor Arvidson, Sohn von Theodor Arvidson (1883–1964), einem Bischof der Methodistischen Kirche, und dessen Ehefrau Ida Kilander, war zwischen 1945 und 1946 Beamter bei der Staatlichen Ausländerkommission (Statens utlänningskommission) und arbeitete 1948 kurzzeitig in der Königlichen Marineverwaltung (Kungliga Marinförvaltningen), die oberste Behörde der Marine für technische und finanzielle Angelegenheiten. Danach war er von 1948 bis 1950 als Redakteur im Pressebüro des Außenministeriums (Utenriksdepartementet) und wurde nach einer kurzzeitigen Tätigkeit in Paris 1950 als Attaché in den diplomatischen Dienst übernommen. Während seiner beruflichen Tätigkeiten absolvierte er auch ein Studium der Rechtswissenschaften an der Universität Stockholm, welches er 1951 mit dem Juris kandidatexamen beendete. Nachdem er zwischen 1952 und 1954 an der Auslandsvertretung in Rio de Janeiro sowie von 1954 bis 1956 in Canberra tätig gewesen war, kehrte er 1956 als Sekretär ins Außenministerium zurück. Er wurde 1959 zum Ersten Sekretär befördert und war 1963 kurzzeitig Bürodirektor im Außenministerium, ehe er zwischen 1963 und 1969 als Botschaftsrat (Ambassadråd) an der Botschaft in Norwegen Verwendung fand.
Als Nachfolger von Carl Swartz übernahm Arvidson 1969 den Posten als Gesandter in Nigeria mit Amtssitz in Lagos und war als solcher bis zu seiner Ablösung durch Pierre Bothén 1972 zugleich als Gesandter in Ghana, Niger, Burkina Faso und Benin akkreditiert. Nach seiner Rückkehr 1972 war er als Auswärtiger Rat (Atrikesråd) bis 1978 Leiter des Referats für Verhandlungen im Außenministerium. 1978 übernahm er von Axel Lewenhaupt den Posten als Botschafter in der Sozialistischen Föderativen Republik Jugoslawien (SFRJ) mit Amtssitz in Belgrad und war zugleich bis zu seiner Ablösung durch Lennart Myrsten auch als Botschafter in der Sozialistischen Volksrepublik Albanien akkreditiert. Zuletzt war er von 1982 bis 1987 im Range eines Botschafters Ständiger Vertreter beim Europarat in Straßburg.
Bertil Arvidson heiratete 1947 in erster Ehe die Medizinerin Mai Kaups (1921–1961) sowie 1963 in zweiter Ehe die Assessorin Barbro Berg (* 1921), Tochter des Betriebsleiters Emil Berg und dessen Ehefrau Signe Eriksson.